# 산비토
산비토(San Vito, 사르데냐어: 산투 이두 또는 산투 비두, 비투스에서 유래)는 이탈리아 사르데냐 주 수드사르데냐도에 있는 코무네이다. 칼리아리에서 북동쪽으로 약 45 km (28 mi) 떨어진 곳에 위치한다.
산비토는 부르체이, 카스티아다스, 무라베라, 신나이, 빌라푸추, 빌라살토 코무네와 접한다.
이곳은 라우네다스 연주자 루이지 라이의 고향이다.